# Pebble in the Sky
Pebble in the Sky (No Brasil: 827 Era Galáctica ou Pedra no Céu, em Portugal: Futuro do Mundo)  é um livro de ficção científica de Isaac Asimov, publicado em 1950, o livro é parte da série da Fundação, iniciada em 1942 na revista Astounding Stories.
.
O título do livro, na tradução literal do título original - seixo no céu -, se refere ao fato de que para o Império Galáctico, a Terra seria apenas um pontinho no céu.

## Enredo
O livro narra a história de Joseph Schwartz, um velho alfaiate de 62 anos. Graças a um acidente ocorrido em um laboratório próximo de onde caminhava, Schwartz é transportado no tempo, indo parar muitos e muitos anos no futuro. O ano em questão é 827 EG (Era Galáctica) e quanto tempo se passou desde 1949 (a origem). 
O livro não narra, mas a Terra agora é um velho planeta radioativo. Para a maioria dos cientistas do Império Galáctico, o surgimento da humanidade se deu de modo disperso, em todos os planetas. Já para o arqueólogo Bel Arvardan, isto não é verdade: a humanidade teria surgido apenas em um planeta e depois se espalhado pela galáxia. Seguindo suas teorias, ele resolve pesquisar a Terra, um planeta cujo povo (uma escória para a galáxia) dizia ser a origem da raça humana.
Na Terra, Arvardan conhece a jovem Pola Shekt, cujo pai havia criado uma máquina capaz de aumentar a capacidade cerebral de um ser humano. Sua cobaia havia sido Schwartz, que como um homem perdido no tempo, parecia ser louco e falava uma linguagem incompreensível.
A partir daí, todos vão aos poucos se envolvendo em uma grande conspiração que envolve os misteriosos Anciões, o Império Galáctico e mais importante ainda: o sentimento de ódio de toda uma galáxia contra um planeta e a vingança que uma raiva destas pode provocar.

## Personagens
Joseph Schwartz: Um velho alfaiate que reside em Chicago. Enquanto passeava pelas ruas, é atingido por um estranho "raio" provocado por um acidente de laboratório. Ele é enviado para muitos anos no futuro, onde é acolhido por um fazendeiro. Este o envia para ser cobaia do Dr. Shekt, em suas experiências para expandir o intelecto humano. Como efeito colateral ao experimento Schwartz consegue aprender muito facilmente o idioma atual da Terra, mas, além disso, percebe que possui um estranho poder mental, conseguindo pressentir a presença de pessoas.
Bel Arvardan: Arqueólogo consagrado do Império. Acredita que toda a vida humana da galáxia teria surgido em apenas um planeta. Vem a Terra a fim de confirmar suas teorias. Em um passeio pela cidade de Chicago esbarra com Pola.
Ela procurava por Schwartz que havia fugido do Hospital. Arvardan ajuda a jovem moça e acaba se sentindo atraído por ela.
Pola Shekt: Estagiária no hospital em que o pai trabalha. Quando Schwartz foge do hospital, sai desesperada à sua procura. Encontra Arvardan, que a ajuda em sua procura. Mais tarde ao saber da conspiração, pede ajuda a Arvardan.
Affret Shekt: Pai de Pola e criador do "sinapseador", uma máquina capaz de ampliar a capacidade cerebral. Faz alguns trabalhos escusos para os Anciões onde fica sabendo sobre a conspiração.

## A Terra no ano de 827 EG
No ano de 827 EG, a terra se tornou um planeta radioativo. Poucas são as áreas não contaminadas (ou menos contaminadas), onde os terrestres podem ainda viver. Os produtos aqui produzidos não tem valor comercial e mesmo que tivessem, a produção é escassa e justamente por isso, após completar 60 anos, uma pessoa deve se apresentar aos Anciões, para eutanásia (segundo Estrabão, esta foi uma lei em vigor na ilha grega de Ceos, para que a comida desse para todos; quem fazia sessenta anos era obrigado a beber cicuta).
Todos os mundos conhecidos são controlados pelo poderoso Império Galáctico que permite que cada planeta possua seu próprio governo e leis. A Terra é governada pela Sociedade dos Anciões, um grupo violento e fanático. A população vive com medo, pois é duplamente oprimida pelos Anciões e pelo Império.
Para todos os povos do Império, a Terra e os terrestres são um povo maldito e inferior, principalmente por causa da radiação. Como ódio gera mais ódio, os povos da Terra também possuem grande desdém pelo Império, já tendo se rebelado três vezes.